# Petriano

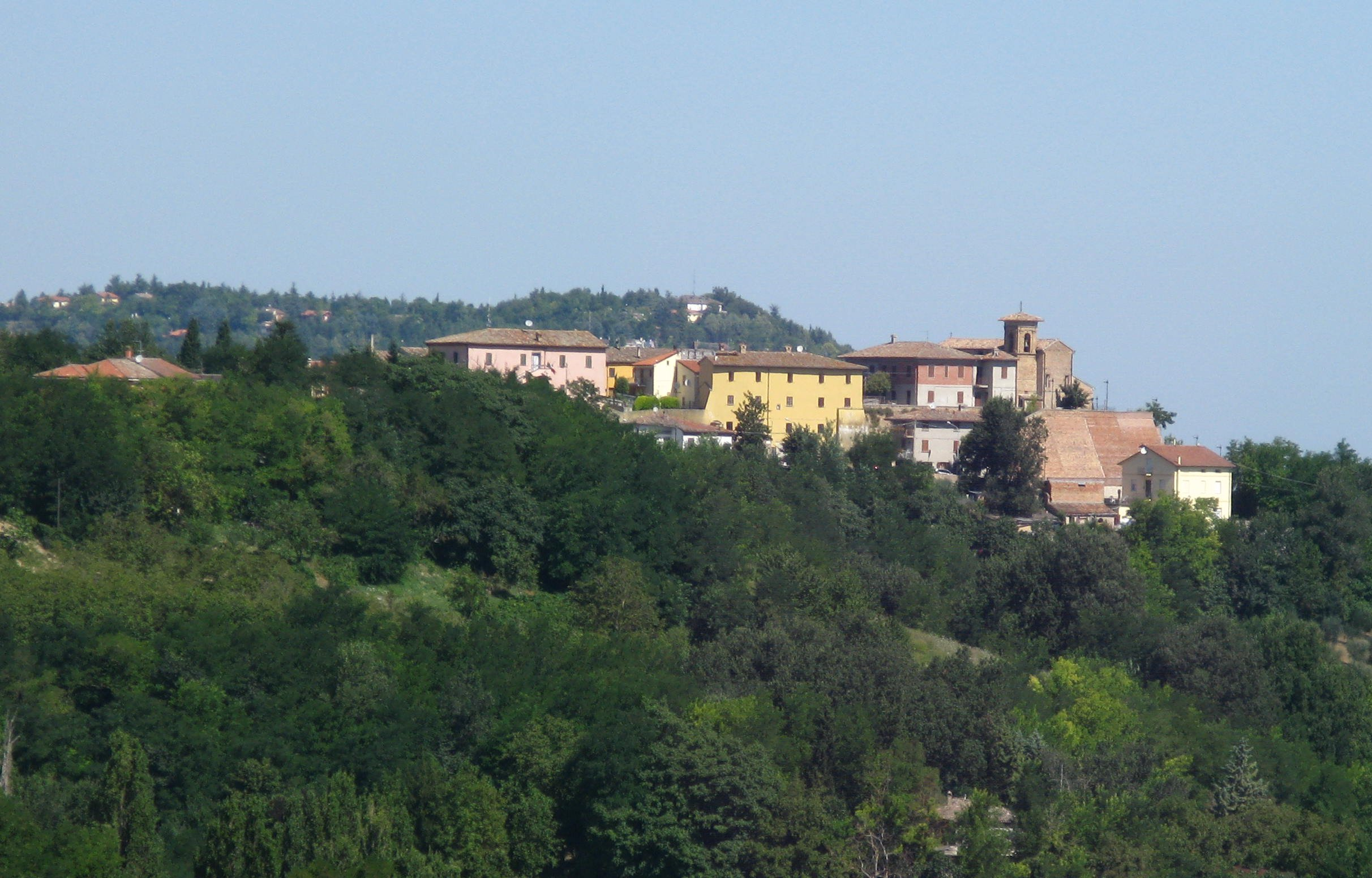
Panorama von Petriano

Petriano (im lokalen Dialekt Petriän) ist eine italienische Gemeinde (comune) mit 2809 Einwohnern (Stand 31. Dezember 2023) in der Provinz Pesaro und Urbino in den Marken. Die Gemeinde liegt etwa 20 Kilometer südwestlich von Pesaro und etwa 10 Kilometer nordöstlich von Urbino und ist Teil der Comunità montana Alto e Medio Metauro.

## Geschichte
Der Ortsname soll sich aus der Bezeichnung Über den drei Flüssen (prae tres amnes) herleiten. Die erste urkundliche Erwähnung aus dem Jahre 1096 belegt dies jedoch nicht, auch wenn neben dem Apso noch zwei weitere kleine Flüsschen in der Nähe existieren.